# Mount Index

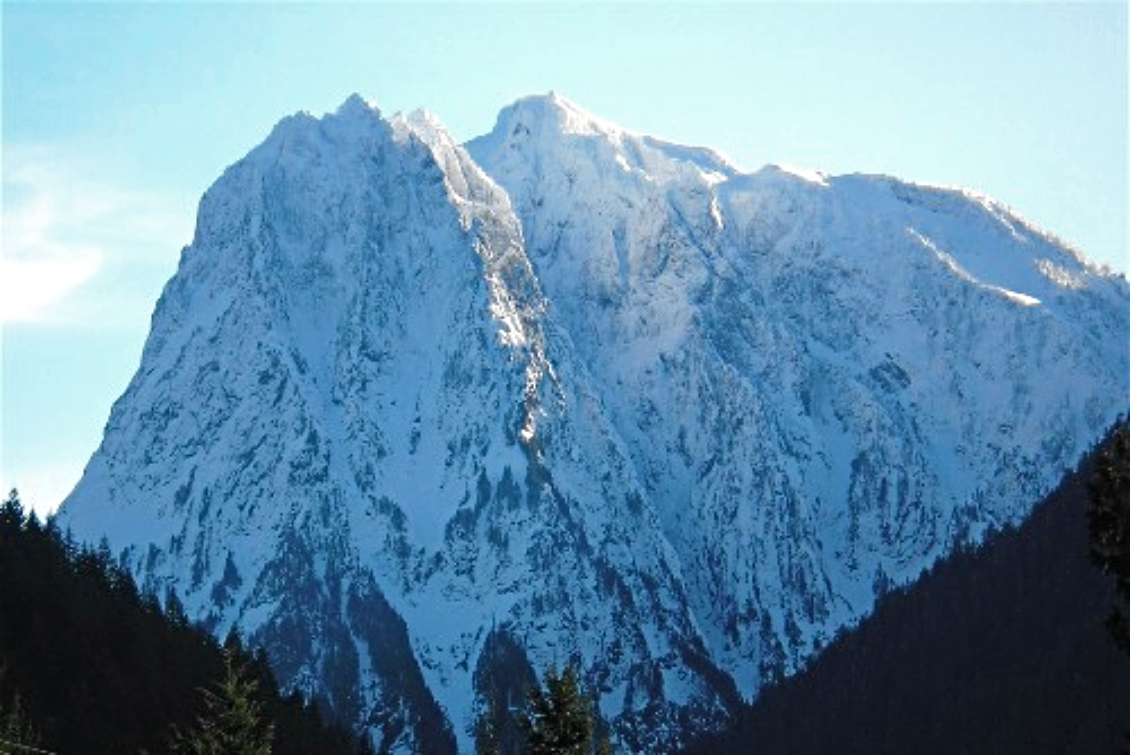
Mount Index im „Winterkleid“

Der Mount Index ist ein Berg im zentralen Teil der Kaskadenkette im US-Bundesstaat Washington. Er liegt gerade südlich des Skykomish River und des U.S. Highway 2 an der Westgrenze der Kaskaden. Ungeachtet seiner relativ geringen Höhe ist er eine berühmte und dramatische Erscheinung, da der Gipfel aus drei Spitzen besteht, die steil aus einer sehr niedrigen Basis aufragen. Der Hauptgipfel ist der südlichste der drei, während der Nordgipfel noch steiler aus dem Tal emporragt. Der Höhenunterschied beträgt hier mehr als 4.250 ft (1.295 m) auf weniger als 1 mi (1,6 km) Entfernung.
Die erste aufgezeichnete Besteigung des Hauptgipfels des Mount Index fand am 29. Oktober 1911 durch H. B. Hinman, Ernest Martin, Lee Pickett und George E. Wright statt. Sie fanden auf dem Gipfel jedoch einen Flaggenmast, so dass es sich definitiv nicht um eine richtige Erstbesteigung handelte. Da die leichteste Aufstiegsroute ohne technische Hilfsmittel bewältigt werden kann, ist ein sehr viel früherer Aufstieg durch Indianer wahrscheinlich. Die Erstbesteigung des steileren und schwieriger zu bewältigenden Nordgipfels wurde 1929 durch Lionel Chute und Victor Kaartinen über die Nordwandroute ausgeführt.
Die Standardroute auf den Hauptgipfel klettert die Ostseite des Berges vom Lake Serene aus empor. Die Standardroute zum Nordgipfel ist die Nordwandroute, die ein langdauerndes technisch mäßig anspruchsvolles Klettern (Schwierigkeitsstufe III, Klasse 5.6) erfordert.
Der Mount Index hieß einst West Index Mountain. Stattdessen trug der Mount Baring den Namen Mount Index. Sie wurden beide 1917 umbenannt.